# Lauttasaari
Lauttasaari (nom finès per a l'Illa del Batxillerat, en suec Drumsö) és una illa del golf de Finlàndia situada a l'oest del centre-ciutat de Hèlsinki, la capital finlandesa. Constitueix amb alguns illots veïns un barri i districte d'aquesta municipalitat, de la qual depèn administrativament. Amb prop de 20 000 habitants, és la segona illa més poblada del país.
De manera inicial poc poblada i rural, coneix a partir dels anys 1930 una important urbanització, i des dels anys 1950 una pesada industrialització que en fa un important barri obrer. Ha conegut mutacions majors en el transcurs dels anys 1990 amb el tancament de la majoria de les indústries i es transforma progressivament en un barri residencial a la població fàcil.
L'illa és avui un barri amb una molt forta identitat que guarda la nostàlgia de l'època en què l'illa no era encara integrada a la ciutat de Hèlsinki, però qui reflecteix igualment àmpliament les mutacions actuals de la capital finlandesa].

## Geografia

### Situació

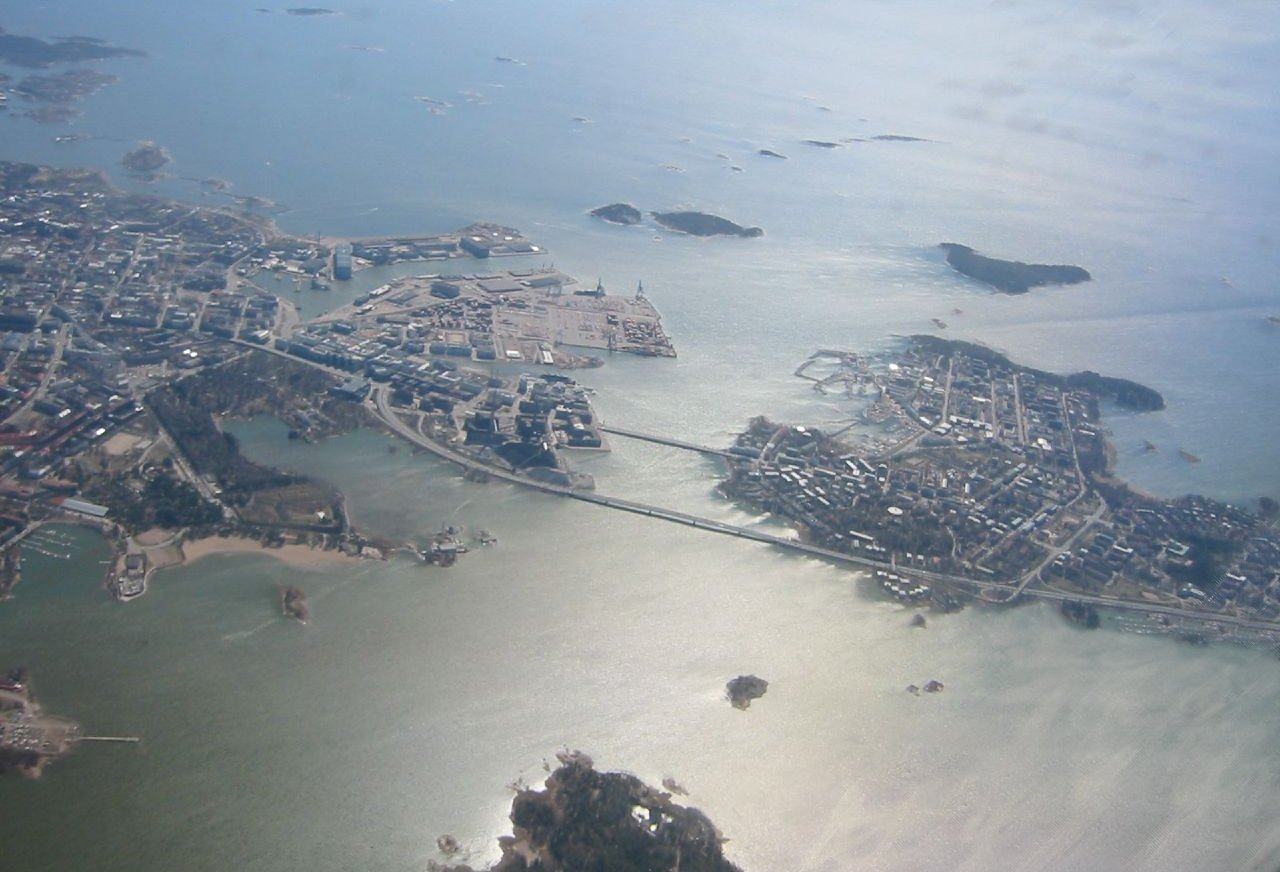
Vista aèria de Lauttasaari (a la dreta) ei del centre-ciutat de Hèlsinki (a l'esquerra)

Lauttasaari és una illa de l'arxipèlag de Hèlsinki banyada per les aigües del golf de Finlàndia, un golf de l'oceà Atlàntic al nord-est del mar Bàltic. S'inscriu al centre d'un ample braç de mar compost de quatre badies que se succeeixen l'una a l'altra, és a dir Keilalahti, Laajalahti, Seurasaarenselkä i Lauttasaarenselkä. Lauttasaari tanca l'accés de la tercera i determina la forma de l'última, situada més al sud, amb la costa oest d'una península veïna.
Sobre la península en qüestió es troba el centre-ciutat de Hèlsinki, la capital de Finlàndia, un país nòrdic pertanyent a la Unió Europea. Lauttasaari es troba així immediatament a l'oest de barris molt urbanitzats i no és separada d'en més que per un estret dit Lauttasaarensalmi en finès. És ample de 320 metres només en el seu punt més estret.
En les altres direccions, les terres més properes són altres illes de l'arxipèlag. Al nord, Kaskisaari no és més que a seixanta metres de distància, Lehtisaari a 300 metres i Seurasaari a 1,1 quilòmetre. Al sud, l'illa de Melkki, visible sense cap dificultat, i algunes petites roques formen un refugi parcial de cara a les aigües del golf de Finlàndia. Finalment, a l'oest es troben les illes de Koivusaari, Hanasaari, Tiirasaari i Mäntysaari com també la riba oriental de la ciutat d'Espoo. Situada a 1 500 metres, aquesta protegeix Keilaniemi, un barri on es troba la seu social de Nokia.
L'illa de Lauttasaari constitueix amb algunes petites illes veïns (Koivusaari, Tiirasaari, Mäntysaari i Käärmeluodot) el districte de Lauttasaari que depèn de la municipalitat de Hèlsinki. Des del punt de vista d'aquesta última, aquest districte és situat en l'extrem sud-oest del municipi.

## Topografia
La superfície del districte de Lauttasaari és de 3,75 km²[2], l'illa de Lauttasaari representant prop de 90% sigui 3,3 km²[3].
L'illa de Lauttasaari es presenta sota la forma d'una L invertida, la península de Vattuniemi apuntant cap al sud, d'una longitud màxima nord-sud de dos quilòmetres i mig i d'una amplada est-oest generalment inferior al quilòmetre però atenyent al màxim dos quilòmetres. El punt culminant de l'illa és el Myllykallio (La Roca del Molí, que treu el seu nom del molí del casal que ocupava el cim en el transcurs del segle XIX]), un pujol de 31 metres d'altitud situada a l'oest de l'île5]. Les seves costes totalitzen deu quilòmetres de longitud i són majoritàriament rocoses. Soles dues petites platges de sorra es troben sobre l'illa, l'una en el fons de la principal badia de la costa occidental i l'altra en l'extrem sud6].
Les altres illes del districte, Koivusaari (enllaçat per una vorera a l'illa de Lauttasaari), Tiirasaari, Mäntysaari i els Käärmeluodot, són situades a l'oest de Lauttasaari i cap no supera set hectàrees de superfície. Les illes inhabitades situades més al sud en direcció a l'alta mar com a la de Melkki són per la seva part lligades al districte d'Ullanlinna. L'illot dit Hattu es fa de vegades una península en el moment de baixos eaux6].
L'illa de Lauttasaari posseeix nombrosos caps i penínsules que formen algunes badies de les quals algunes han estat condicionades en port : Hevosenkenkälahti (la més gran), Länsilahti, Lemislahti, Lohiapajanlahti (el principal port) i Riihilahti.

Mapa del districte de Lauttasaari